# Dan Wells
Dan Wells, född 4 mars 1977, är en amerikansk skräckförfattare känd för boken I Am Not a Serial Killer (2009) och dess uppföljare Mr. Monster (2010) och I Don't Want to Kill You (2011).